# Fino all'ultimo indizio
Fino all'ultimo indizio (The Little Things) è un film del 2021 scritto e diretto da John Lee Hancock.

## Trama
Nella Los Angeles del 1990, il vice sceriffo della contea di Kern Joe "Deke" Deacon viene chiamato nel distretto della polizia della città per raccogliere prove forensi relative a un recente omicidio. Deacon, un ex detective messo sotto pressione per andare in pensione dai suoi superiori del dipartimento, accompagna il nuovo detective capo Jimmy Baxter sulla scena di un nuovo omicidio a Los Angeles. Deacon nota somiglianze tra il modus operandi del delitto con un vecchio caso di omicidio seriale che non è stato in grado di risolvere durante i suoi giorni come detective.
Quella stessa notte, una donna, Ronda Rathbun, viene seguita da un'auto mentre fa jogging verso casa e ne viene denunciata la scomparsa la mattina seguente. Baxter apprende dal capitano del distretto, Farris, che Deacon ha messo fine al suo matrimonio e ha subito un attacco di cuore a causa della sua intensa ossessione per il suo caso di omicidio irrisolto, e gli viene consigliato di non coinvolgere ulteriormente Deacon nelle indagini in corso. Deacon, tuttavia, si prende una settimana di ferie e affitta un appartamento a buon mercato a Los Angeles in modo da poter rimanere in città e aiutare a risolvere il caso di Baxter. La notte successiva, la polizia scopre il corpo di un'altra vittima di omicidio trascinato dall'acqua sotto un ponte. Baxter apprende dal suo partner che il modus operandi è coerente sia con il precedente omicidio sia con la serie di omicidi che Deacon non era stato in grado di risolvere: allora le vittime erano tutte prostitute pugnalate a morte e su cui non vi erano tracce di violenza sessuale. Deacon inizia a indagare su Albert Sparma, un potenziale sospetto che lavora in un negozio di riparazioni in prossimità degli omicidi. Sparma vanifica il tentativo di Deacon di pedinarlo; in seguito viene portato per un interrogatorio dove non collabora e schernisce i detective. L'uomo viene rilasciato dopo aver provocato Deacon.
L'FBI è chiamato a prendere in carico le indagini entro una settimana, dando a Deacon e Baxter meno tempo per risolvere il caso. Farris informa Baxter che Sparma ha confessato falsamente un omicidio otto anni prima e probabilmente non è credibile come sospetto. Baxter, poco convinto, continua a unirsi a Deacon nelle indagini su Sparma. Dopo una ricerca infruttuosa nell'appartamento di Sparma, i due lo seguono mentre lascia un club la notte successiva. L'uomo, che sa di essere pedinato, avvicina Baxter, rimasto da solo in macchina, e gli dice di sapere dove si trova Ronda. Sparma si offre di guidare Baxter dove avrebbe nascosto il corpo della donna; Baxter accompagna cautamente Sparma nell'auto di quest'ultimo, mentre Deacon li segue.
Sparma porta Baxter in una zona remota nel deserto e gli fa scavare diverse buche alla ricerca dell'apparente luogo di sepoltura di Ronda Rathbun prima di ammettere che il viaggio era uno stratagemma e di non aver mai ucciso nessuno prima. Uno scettico Baxter continua a scavare; Sparma inizia a provocarlo ripetutamente, coinvolgendo con allusioni la famiglia del detective, fino a quando questi non scatta e colpisce Sparma alla testa con la pala che stava usando per scavare, uccidendolo all'istante. Deacon arriva sulla scena poco dopo; un flashback rivela che egli aveva sparato accidentalmente a una delle sopravvissute al suo ultimo caso di omicidio, e che Farris e il medico legale del distretto avevano contribuito a coprire l'incidente. Deacon offre un aiuto simile a un Baxter scosso, dicendogli di seppellire Sparma nel deserto.
Deacon trascorre la notte raccogliendo tutte le prove dall'appartamento di Sparma e torna nel deserto la mattina seguente mentre Baxter finisce di scavare la tomba di Sparma. Baxter è disperato e non sa se credere che Sparma sia solo un sospettato o il killer. Deacon, tuttavia, gli consiglia di dimenticare completamente il caso per evitare che lo perseguiti per tutta la vita. In seguito, Baxter riceve a casa una busta contenente il fermaglio rosso indossato da Rathbun la notte della sua scomparsa. Baxter è sollevato, credendo che l'oggetto sia stato raccolto dall'appartamento di Sparma. In realtà, è Deacon che l'ha acquistato ed ha spedito a Baxter un fermaglio identico per fornirgli la prova per la chiusura del caso. Sul reale assassino permangono dunque ancora dubbi.

## Produzione

### Sviluppo
Il progetto ha avuto una produzione travagliata, lunga trent'anni. La prima bozza del film è stata scritta da Hancock nel 1993 per essere diretta da Steven Spielberg, ma quest'ultimo rifiutò poco dopo, ritenendo la storia troppo oscura. Successivamente Clint Eastwood, Warren Beatty e Danny DeVito vennero contattati per dirigere il film prima che Hancock stesso decidesse di esserne il regista.
Per interpretare il film, Denzel Washington ha preso diversi chili, mentre Jared Leto, che ha rifiutato di usare le parrucche preferendo i suoi capelli, è stato truccato con denti e naso finti e altri trucchi prostetici.

### Riprese
Le riprese del film sono iniziate il 2 settembre 2019 a Los Angeles e sono terminate nel dicembre dello stesso anno.

## Promozione
Il primo trailer del film è stato diffuso il 22 dicembre 2020.

## Distribuzione
La pellicola è stata distribuita nelle sale cinematografiche statunitensi, e in contemporanea su HBO Max, a partire dal 29 gennaio 2021, mentre in Italia arriva in noleggio dal 5 marzo 2021 sulle principali piattaforme streaming, tra le quali Prime Video, Apple TV+, YouTube, Chili, Sky Primafila e Infinity TV.

## Accoglienza

### Incassi
Nel primo fine settimana di programmazione nelle sale statunitensi, il film si posiziona al primo posto del botteghino incassando 4,8 milioni di dollari, segnando il miglior esordio da inizio pandemia.

### Critica
Sull'aggregatore Rotten Tomatoes il film riceve il 44% delle recensioni professionali positive con un voto medio di 5,6 su 10 basato su 266 critiche, mentre su Metacritic ottiene un punteggio di 54 su 100 basato su 44 critiche.

## Riconoscimenti
- 2021 - Golden Globe[11]
  - Candidatura per il Migliore attore non protagonista a Jared Leto
- 2021 - Screen Actors Guild Award[12]
  - Candidatura per il migliore attore non protagonista a Jared Leto